# Umberto Scandola
Umberto Scandola (Verona, 5 dicembre 1984) è un pilota di rally italiano.
Ha gareggiato nel Campionato Italiano Rally, di cui ha vinto il titolo nel 2013, con una Škoda Fabia S2000 e con navigatore Guido D'Amore.
Vincitore del 56º Rally di Sanremo su Škoda Fabia S2000 navigato da Guido D'Amore e vincitore del Rally di Roma Capitale nel 2015 su Škoda Fabia R5 navigato ancora una volta da Guido D'Amore.
Sempre nel 2016 nel rally di Sardegna diventerà famoso per essergli entrato un sasso nel cerchio posteriore della sua Škoda Fabia, questo cerchio finirà poi in regalo all’allora più piccolo fan di Umberto chiamato Ettore Belloni.
Nel 2019 Umberto passerà da Škoda a Hyundai, iniziando a correre con una Hyundai i20 R5 fino ad oggi.
Al Rally di Monza 2020 vince la prova speciale 11 Gerosa 2, con questo risultato l'italia torna vincitrice di una prova iridata nel Campionato Mondiale Rally, che non accadeva dal 2008.

## Palmarès
| Stagione | Campionato                             | Auto                      |
| -------- | -------------------------------------- | ------------------------- |
| 2005     | Campionato Italiano Rally FIA Under 25 |                           |
| 2006     | 6 ° al Rally di Sanremo                | Grande Punto Abarth S2000 |
| 2007     | 7º al Intercontinental Rally Challenge | Grande Punto Abarth S2000 |
| 2011     | Rally Due Valli                        | Ford Fiesta S2000         |
| 2012     | 2º nel Campionato Italiano Rally       | Škoda Fabia S2000         |
| 2013     | 1º nel Campionato Italiano Rally       | Škoda Fabia S2000         |

## Risultati nel mondiale rally

### WRC
| 2016 | Scuderia          | Vettura        |  |  |  |  |  |     |  |  |  |  |  |  |  |  |  |  | Punti | Pos. |
| ---- | ----------------- | -------------- |  |  |  |  |  | --- |  |  |  |  |  |  |  |  |  |  | ----- | ---- |
| 2016 | Motorsport Italia | Škoda Fabia R5 |  |  |  |  |  | Rit |  |  |  |  |  |  |  |  |  |  | 0     |      |

| 2017 | Scuderia                   | Vettura        |  |  |  |  |  |  |  |  |    |  |  |  |  |  |  |  | Punti | Pos. |
| ---- | -------------------------- | -------------- |  |  |  |  |  |  |  |  | -- |  |  |  |  |  |  |  | ----- | ---- |
| 2017 | S.A. Motorsport Italia Srl | Škoda Fabia R5 |  |  |  |  |  |  |  |  | 37 |  |  |  |  |  |  |  | 0     |      |

| 2018 | Scuderia                   | Vettura        |  |    |  |  |  |  |  |  |     |  |  |  |  |  |  |  | Punti | Pos. |
| ---- | -------------------------- | -------------- |  | -- |  |  |  |  |  |  | --- |  |  |  |  |  |  |  | ----- | ---- |
| 2018 | S.A. Motorsport Italia Srl | Škoda Fabia R5 |  | 48 |  |  |  |  |  |  | Rit |  |  |  |  |  |  |  | 0     |      |

| 2020 | Scuderia | Vettura        |    |  |  |  |  |    |     |  |  |  |  |  |  |  |  |  | Punti | Pos. |
| ---- | -------- | -------------- | -- |  |  |  |  | -- | --- |  |  |  |  |  |  |  |  |  | ----- | ---- |
| 2020 |          | Hyundai i20 R5 | 67 |  |  |  |  | 16 | Rit |  |  |  |  |  |  |  |  |  | 0     |      |

| Legenda | 1º posto | 2º posto | 3º posto | A punti | Senza punti | Ritirato | Squalificato | NP=Non partito C=Gara cancellata | Apice=Power stage |

### WRC2
| 2016 | Scuderia          | Vettura        |  |  |  |  |  |     |  |  |  |  |  |  |  |  |  |  | Punti | Pos. |
| ---- | ----------------- | -------------- |  |  |  |  |  | --- |  |  |  |  |  |  |  |  |  |  | ----- | ---- |
| 2016 | Motorsport Italia | Škoda Fabia R5 |  |  |  |  |  | Rit |  |  |  |  |  |  |  |  |  |  | 0     |      |

| 2017 | Scuderia                   | Vettura        |  |  |  |  |  |  |  |  |    |  |  |  |  |  |  |  | Punti | Pos. |
| ---- | -------------------------- | -------------- |  |  |  |  |  |  |  |  | -- |  |  |  |  |  |  |  | ----- | ---- |
| 2017 | S.A. Motorsport Italia Srl | Škoda Fabia R5 |  |  |  |  |  |  |  |  | 10 |  |  |  |  |  |  |  | 1     | 41º  |

| 2018 | Scuderia                   | Vettura        |  |    |  |  |  |  |  |  |     |  |  |  |  |  |  |  | Punti | Pos. |
| ---- | -------------------------- | -------------- |  | -- |  |  |  |  |  |  | --- |  |  |  |  |  |  |  | ----- | ---- |
| 2018 | S.A. Motorsport Italia Srl | Škoda Fabia R5 |  | 11 |  |  |  |  |  |  | Rit |  |  |  |  |  |  |  | 0     |      |

| Legenda | 1º posto | 2º posto | 3º posto | A punti | Senza punti | Ritirato | Squalificato | NP=Non partito C=Gara cancellata | Apice=Power stage |

### WRC3
| 2020 | Scuderia | Vettura        |   |  |  |  |  |   |     |  |  |  |  |  |  |  |  |  | Punti | Pos. |
| ---- | -------- | -------------- | - |  |  |  |  | - | --- |  |  |  |  |  |  |  |  |  | ----- | ---- |
| 2020 |          | Hyundai i20 R5 | 8 |  |  |  |  | 4 | Rit |  |  |  |  |  |  |  |  |  | 16    | 11º  |

| Legenda | 1º posto | 2º posto | 3º posto | A punti | Senza punti | Ritirato | Squalificato | NP=Non partito C=Gara cancellata | Apice=Power stage |